# Aegialoalaimus conicaudatus
Aegialoalaimus conicaudatus is een rondwormensoort uit de familie van de Aegialoalaimidae. De wetenschappelijke naam van de soort is voor het eerst geldig gepubliceerd in 1959 door Allgén.